# Экспедиционная армия
Экспедицио́нная а́рмия — временное формирование (войск (сил)), часть вооружённых сил одного государства или коалиции государств, переброшенных на территорию другого государства для проведения операций или иных мероприятий.
В специальной и художественной литературе, в зависимости от военного дела государств и периода времени, так же именуется:
- экспедиционные формирования;
- экспедиционные войска;
- экспедиционные силы.

В состав экспедиционной армии могут входить органы управления, корпуса, дивизии, бригады и другие формирования войск и сил. По-английски: expeditionary army или экспедиционные силы — expeditionary force.
В русском военном деле специалистами применяется (применялся) термин отряд, пример, Акмолинский отряд Западно-Сибирского военного округа (1863 — 1877 года) — временное формирование из частей полевых войск для походов и экспедиций в Среднюю Азию и Закаспийскую область.

## Состав
Состав экспедиционной армии зависит от масштаба и целей операции, важности Театра войны (театра военных действий), предполагаемой силы сопротивления и других условий. Для решения задач оперативного и тылового обеспечения экспедиционной армии требуется создание резервов и повышенных запасов всех видов обеспечения, создание запасов и надёжное их укрытие, тщательная организация охраны и обороны коммуникаций и защиты тыла экспедиционных формирований. 

Мобилизация и сосредоточение экспедиционной армии протекали по периодам. Сосредоточение зависело не только от транспортных возможностей, но преимущественно от подготовки районов сосредоточения к приёму войск в Эритрее и в итальянском Сомали, удалённых от Италии на 4 500 — 6 000 км. В случае расширения конфликта (вследствие выступления Англии) в Средиземноморском бассейне, экспедиционная армия могла быть отрезала от метрополии, и тогда указанные зоны сосредоточения явились бы основными базами для армии.— [militera.lib.ru/h/korsun_ng6/05.html Н. Г. Корсун]
Экспедиционные войска (силы) перебрасываются обычно морским, речным или воздушным транспортом на территорию другого государства для овладения опорными пунктами государства (важными районами (объектами), оказания помощи войскам (силам) союзников или выполнения других военно-политических задач. В условиях возможного сопротивления противника экспедиционные формирования. могут высаживаться в виде морского и воздушного десантов. Для этих целей существуют специализированные формирования — морская пехота (Корпус морской пехоты США) и воздушно-десантные войска и созданы специализированные вооружения и военная техника (морская, авиационная и сухопутная (пример: EFV — экспедиционная боевая машина, AAV7)).
Словосочетание «экспедиционная армия» официально, в некоторых государствах, стал употребляться перед 2-й мировой войной.

Не стесняясь, Чемберлен рассказывал и о том, что "подготовка к отправке экспедиционных частей велась с максимальной быстротой, и экспедиционная армия в количестве 100 тысяч человек была готова к отправке в начале марта - за два месяца до того срока, который назначил Маннергейм для их прибытия в Финляндию... Эти войска не должны были быть последними".— Внешняя политика правительства, Доклад Председателя Совета Народных Комиссаров и Народного комиссара иностранных дел товарища В. М. Молотова на заседании VI сессии Верховного Совета Союза ССР 29 марта 1940 года.
До этого существовало словосочетание «экспедиционные войска (силы)», получившее  распространение в 15 — 17 веках. Чаще всего экспедиционные войска и силы (корпуса и армии) широко использовались феодальными, а затем капиталистическими государствами для захвата чужих территорий, подавления национально-освободительных движений и порабощения народов колониальных стран.
Экспедиционная армия часто использовалась империалистическими государствами для проведения операций в колониальных войнах и при осуществлении военной интервенции (например, при подавлении европейскими державами Ихэтуаньского восстания 1899 — 1901 годах в Китае, США против КНДР в 1950 — 1953 годах и во Вьетнаме, с 1964 года).
В Союзных Вооружённых Силах экспедиционные армии не создавались и их применение не предусматривалось в теории советского военного искусства.

## История
- В 1642 году шотландский экспедиционный корпус был отправлен в Ирландию для защиты протестантских колонистов от восставших ирландских католиков.
- Экспедиционный корпус маньчжурской династии Цин во время Маньчжурского завоевания Китая (1644–1683).
- Английская экспедиционная армия высадилась в Голландии 6 декабря 1813 года
- Английская и французская экспедиционные армии высадились в Крыму в 1854 году

### Первая мировая война(1914-1918)
- Египетская экспедиционная армия (1916 — 1918)
- Канадский экспедиционный корпус (1914 — 1919)
- Британские экспедиционные силы (англ. British Expeditionary Force, BEF)  на Западном фронте
- Англо-французский экспедиционный корпус (численностью 150 000 человек) на Балканах
- Индийский экспедиционный корпус (1914 — 1918)
- Португальский экспедиционный корпус (1916 — 1918)
- Австралийские имперские силы (1914 — 1918)
- Экспедиционный корпус русской армии в Персии (1915-1918)
- Экспедиционный корпус Русской армии во Франции (1916 — 1919)
- интервенция в Советскую Россию
- Американский экспедиционный корпус  (1917 — 1919)
- Канадский Сибирский экспедиционный корпус  (1918 — 19..)

### Интербеллум(1918—1939)
- Шанхайская экспедиционная армия (1932)
- Центрально-Китайская экспедиционная армия (Япония) (1938—1939)

### Вторая мировая война(1939—1945)
- Экспедиционная армия в Китае (1939—1945)
- Французский экспедиционный корпус
- Британские Экспедиционные Силы
- Словацкий экспедиционный корпус (1941)
- Экспедиционный итальянский корпус в России (1941—1943)
- Бразильский экспедиционный корпус в Италии (1943—1945)
- Французский Дальневосточный экспедиционный корпус (1945)

### Холодная война(года)
- Корейская война — ВС США (1950 — 1953)
- Вьетнамская война — ВС США (1964 — 1975)

- ВС США (1991)
- ВС США (1995)
- ВС США (1998)
- ВС США (с 2001)
- ВС США (2003 — 2010)
- Ливия — ВС США (2011)

В качестве ключевого момента усилий по преобразованию, Сухопутные силы разрабатывают силы, которые могут быть передислоцированы более быстро, чем традиционные тяжёлые силы, и всё же могущие нести с собой больше боевой мощи чем их лёгкие силы. Сухопутные силы хотят предложить лидерам нации и боевым командирам лучшие возможности в отношении реагирования Сухопутными силами, чем те, которые имелись в августе 1990 года, сразу-же после вторжения сил Ирака в Кувейт.— Свидетельские показания, представленные Комитету по вооружённым силам Палаты представителей США, 24 марта 2004 года
В воздушной сфере командование ВВС ВС США, планомерно реализуют концепцию авиационных экспедиционных армий (AEF – Аerospace Expeditionary Force). Эта концепция включает создание десяти формирований AEF которые должны присутствовать в тех точках земного шара, где имеется угроза национальным интересам Соединенных Штатов, а именно это Большой Ближний Восток, простирающийся от Персидского залива до районов Закавказья, и обширный Азиатско-Тихоокеанский регион.

## Формирования
Формирования имевшие в своём наименовании словосочетание Экспедиционный корпус (фр. corps expéditionnaire) были во многих государствах в различные периоды времени, ниже представленные некоторые из них.

### Великобритания
- Экспедиционный корпус в Тибете (1903—1904)
- Экспедиционный корпус в Египте (с 1916 — до 1918)
- Экспедиционный корпус во Франции (1939—1940).

### Россия
- Русско-английский экспедиционный корпус в Голландии (1799)
- Экспедиционный корпус Русской армии во Франции (1916—1918)

### Франция
- Экспедиционный корпус в Америке (1780)
- Экспедиционный корпус в Алжире (1830)
- Экспедиционный корпус в Мексике (1861—1867)
- Экспедиционный корпус на Мадагаскаре (1895—1896)
- Экспедиционный корпус в Скандинавии (1940)
- Экспедиционный корпус в Италии (1943—1944)
- Экспедиционный корпус на Востоке (1945—1956).

### Других стран
- Канадский экспедиционный корпус (1915—1919)
- Португальский экспедиционный корпус[англ.] (1917—1918)
- Американский экспедиционный корпус (1917—1919)
- Итальянский экспедиционный корпус в Испании (1936—1939)
- Африканский корпус Третьего рейха (1941—1943)
- Бразильский экспедиционный корпус в Италии (1943—1945)
- Египетский экспедиционный корпус войны в Персидском заливе (1990—1991)